# Dina Boluarte
Dina Ercilia Boluarte Zegarra (Chalhuanca, 31 mei 1962) is een Peruviaans politicus. Sinds 2022 is zij president van Peru.
Boluarte studeerde rechten aan de San Martín de Porres-universiteit van Lima. Tussen 2007 en 2022 werkte ze voor een overheidsdienst. Ze werd politiek actief in de extreemlinkse partij Vrij Peru en deed in 2018 mee aan de burgemeestersverkiezingen in Surquillo zonder te winnen. Ook bij de verkiezingen voor het Congres in januari 2020 raakte ze niet verkozen. In 2021 werd ze "running mate" van presidentskandidaat Pedro Castillo en na zijn verkiezing werd ze aangesteld als vicepresident. In juli 2021 kreeg ze ook de ministerpost voor Ontwikkeling en Sociale Integratie. In januari 2022 werd Boluarte uit de partij Vrij Peru gezet. In november 2022 zegde ze haar vertrouwen in Castillo op en nam ze ontslag als minister. Toen Castillo in december door het Congres werd afgezet, werd Boluarte als vicepresident de nieuwe president van Peru.